# Trend (mode)
Een trend is een ontwikkeling van een bepaalde richting op langere termijn. Trends worden vaak aangegeven door mode- of andere ontwerpers, maar kunnen ook voortkomen uit een rage waar ontwerpers dan verder op inhaken. Soms is een maatschappelijke trend, een film of serie aanleiding. Een trend duurt langer dan een seizoen en is altijd van invloed op het komende seizoensbeeld. Vaak duurt het meerdere seizoenen voor een trend volledig doorgebroken is, eens het iedereen bereikt heeft, is er nood aan iets nieuw. Trendsetters zijn diegenen die eerst zijn of de aanzet geven. Op allerlei vlakken zijn er trends, van modetrends voor kleding, schoenen en accessoires, kapsels, lifestyle, interieur, kleuren, eten en drinken, elektronica, reizen enzovoort. Vaak duiken trends uit het verleden terug op, soms lichtjes aangepast qua materialen en vormgeving. Zo is er soms een revival van een bepaalde periode of decennium.  

## trendadviesbureau
Er zijn trendvoorspellingsbureaus, waarvan WGSN wereldwijd het grootste en meest bepalende is. Zij doen onderzoek naar en geven prognoses voor allerlei industrieën van mode, interieur, eten en drinken, gezondheid, lifestyle en reizen tot transport, media en meer.
- Peclers
- Lidewij Edelkoort